# Rokeri s Moravu
Rokeri s Moravu bio je srpski glazbeni sastav koji je svirao komičnu narodnu glazbu. 
Bili su vrlo popularni na prostorima bivše Jugoslavije 70-ih i 80-ih godina 20. stoljeća. Sastav je imao četiri istaknuta člana. To su:
- Boris Bizetić (a.k.a. Veljko B. Užičanin - Boca),
- Zvonimir Zvonko Milenković (a.k.a. Sisoje),
- Branislav Bane Anđelović (a.k.a. Ćora),
- Branko Janković (a.k.a. Jankula).

Uz 19 snimljenih albuma (1977. – 1991.) i pet video izdanja, ostali su zapamćeni po svojem odijevanju u srpsku narodnu nošnju i autentičnom govoru južne Srbije, a uglavnom su svirali glazbu popraćenu narodnim glazbalima.
Ostvarili su preko 2000 nastupa po cijelom svijetu i bivšoj Jugoslaviji.
Branko Janković Jankula je 1982. godine poginuo u prometnoj nesreći, a 1988. godine Bane Anđelović Ćora je pod nerazjašnjenim okolnostima napustio grupu.
Rokeri s Moravu prestaju s radom 1991. godine, ali se 2006.[nedostaje izvor] godine ponovo okupljaju, te izdaju svoj povratnički album. Međutim, zbog smrti Zvonka Milenkovića Sisoja, album "Projekat" ujedno predstavlja i kraj izdavalaštva ove grupe.

## Diskografija
- 1977. Miloica & Stojadinka (singl)
- 1977. Turio Ljubiša pivo da se ladi (singl)
- 1978. Rokeri s Moravu (album)
- 1978. Milka & Milojko (singl)
- 1978. Čorbas pasulj volem (singl)
- 1978. Živ ti ja (singl)
- 1978. Kod Đoku u disko (singl)
- 1979. Rokeri s Moravu - Hitovi (album)
- 1979. Rokeri s Moravu (rocker's corporation) (album)
- 1979. Ruška Peruška (ekstradna zvezda) (singl)
- 1980. Krkenzi kikiriki evri dej (album)
- 1981. Udao sam taštu u Bajinu Baštu (album)
- 1982. Naj veri best (album)
- 1982. Ja Tarzan, a ti Džejn (album)
- 1983. Aerobik (album)
- 1984. Tepsija (album)
- 1984. Dinastija (album)
- 1985. Picerija (album)
- 1986. Međunarodni poljoprivredni ansambl (album)
- 1987. Patak Dača (album)
- 1987. Pevu po kućama (album)
- 1988. Jugoslovenska ploča (album)
- 1989. Tajna večera (album)
- 1990. Pomozi bože (album)
- 1990. Srbija se umirit ne može (album)
- 1991. Nindže kornjače (album)
- 1996. Golden hits (album)
- 2005. Rokeri s Moravu - Sabrana nedela 1,2,3
- 2006. Projekat (album)
- 2012. Zlatna kolekcija

## Vanjske poveznice
- Arhivirana inačica izvorne stranice od 4. kolovoza 2008. (Wayback Machine)
- Boris Bizetić